# Neri Parenti
Neri Parenti (né le 26 avril 1950 à Florence) est un scénariste et réalisateur italien, qui a réalisé une quarantaine de films depuis le début des années 1980, dont plusieurs figurent parmi les plus gros succès du box-office en Italie.

## Biographie
Après avoir obtenu un diplôme en sciences politiques, Neri Parenti se consacre au cinéma, en devenant l'élève et l'assistant de Pasquale Festa Campanile pour les films que celui-ci réalise de 1972 à 1979. Il fut également l'assistant de Salvatore Samperi, Steno et Giorgio Capitani.
En 1979, il tente sa première expérience en tant que réalisateur avec le film parodique John's fever, ce soir on s'éclate (John Travolto... da un insolito destino), une imitation ironique et ridicule de La Fièvre du samedi soir, porté à l'écran deux ans auparavant avec un grand succès, marquant les débuts de John Travolta.
À partir du film suivant, Fantozzi contro tutti (Fantozzi contre tous) (1980), il commence sa longue collaboration avec Paolo Villaggio, qu'il va diriger dans sept films de la série Fantozzi et deux mettant en scène le personnage de Giandomenico Fracchia : Fracchia la belva umana (1981) et Fracchia contro Dracula (1985).
Amateur de gags catastrophiques et bruyants, faisant référence au cinéma muet américain, Neri Parenti mélange ceux-ci à des situations typiques de la comédie à l'italienne et cela devient sa marque de fabrique d'auteur comique dans presque tous ses films, à partir du diptyque Scuola di ladri (it) (L'École des voleurs) et Scuola di ladri - Parte seconda (it) (L'École des voleurs - Deuxième partie jusqu'à la célèbre trilogie Le comiche (it) (La bande dessinée), Le comiche 2 (it) (La bande dessinée 2) et Le nuove comiche (it) (La nouvelle bande dessinée). Selon le réalisateur lui-même, cela lui aurait valu deux excommunications en raison de séquences considérées scandaleuses par l'Église catholique. Le porte-parole du Saint-Siège, le père Federico Lombardi, et le cardinal Velasio De Paolis, qui fut secrétaire du Tribunal suprême de la Signature apostolique de 2003 à 2008, ont tous deux rapidement démenti l'information .
En 2001, il réalise un film de Noël, Merry Christmas (it), interprété par le duo Massimo Boldi-Christian De Sica, dans le genre qu'on appelle en Italie « Ciné-panettone » (c'est-à-dire des films comiques de production italienne destinés à sortir en salles au cours de la période de Noël), film qui s'est avéré être un grand succès au box-office à la fois avant et après la rupture du duo.
Dans ses films Neri Parenti aime souvent faire de petites apparitions en forme de clin d'œil, dans le style de ce que faisait Alfred Hitchcock.

## Filmographie

### Comme réalisateur
- 1979 : John's fever, ce soir on s'éclate (John Travolto... da un insolito destino)
- 1980 : Plus il est con, plus il s'en donne l'air (Fantozzi contro tutti)
- 1981 : Fracchia la belva umana
- 1982 : Sogni mostruosamente proibiti
- 1982 : Pappa e ciccia (it)
- 1983 : Fantozzi subisce ancora
- 1985 : I pompieri
- 1985 : Fracchia contro Dracula
- 1986 : Scuola di ladri (it)
- 1986 : Superfantozzi
- 1987 : Scuola di ladri - Parte seconda (it)
- 1988 : Casa mia casa mia... (it)
- 1988 : Fantozzi va in pensione
- 1989 : Ho vinto la lotteria di capodanno (it)
- 1989 : Fratelli d'Italia (it)
- 1990 : Le comiche (it)
- 1990 : Fantozzi alla riscossa
- 1991 : Le comiche 2 (it)
- 1992 : Infelici e contenti
- 1993 : Fantozzi in paradiso
- 1994 : Le nuove comiche (it)
- 1995 : Vacanze di Natale '95
- 1996 : Fantozzi - Il ritorno
- 1998 : Cucciolo
- 1998 : Paparazzi
- 1999 : Tifosi (it)
- 2000 : Body Guards - Guardie del corpo (it)
- 2001 : Merry Christmas (it)
- 2002 : Natale sul Nilo (it)
- 2003 : Natale in India (it)
- 2004 : Christmas in Love
- 2005 : Natale a Miami
- 2006 : Natale a New York
- 2007 : Natale in crociera
- 2008 : Natale a Rio (it)
- 2009 : Natale a Beverly Hills (it)
- 2010 : Natale in Sudafrica (it)
- 2011 : Amici miei - Come tutto ebbe inizio
- 2011 : Vacanze di Natale a Cortina (it)
- 2012 : Colpi di fulmine
- 2013 : Colpi di fortuna
- 2014 : Ma tu di che segno 6? (it)
- 2015 : Vacanze ai Caraibi (it)
- 2017 : Natale da chef (it)
- 2020 : In vacanza su Marte (it)
- 2023 : Volevo un figlio maschio (it)

### Comme scénariste
- 1979 : John's fever, ce soir on s'éclate (John Travolto... da un insolito destino)
- 1980 : Fantozzi contro tutti
- 1981 : Fracchia la belva umana
- 1982 : Sogni mostruosamente proibiti
- 1982 : Pappa e ciccia (it)
- 1983 : Fantozzi subisce ancora
- 1985 : I pompieri
- 1985 : Fracchia contro Dracula
- 1986 : Scuola di ladri (it)
- 1986 : Superfantozzi
- 1987 : Scuola di ladri - Parte seconda (it)
- 1988 : Casa mia casa mia... (it)
- 1988 : Fantozzi va in pensione
- 1989 : Fratelli d'Italia (it)
- 1989 : Ho vinto la lotteria di capodanno (it)
- 1990 : Le comiche (it)
- 1990 : Fantozzi alla riscossa
- 1991 : Le comiche 2 (it)
- 1992 : Infelici e contenti
- 1993 : Fantozzi in paradiso
- 1994 : Le nuove comiche (it)
- 1995 : Vacanze di Natale '95
- 1996 : Fantozzi - Il ritorno
- 1998 : Cucciolo
- 1998 : Paparazzi
- 1999 : Tifosi (it)
- 2000 : Body Guards - Guardie del corpo (it)
- 2001 : Merry Christmas (it)
- 2002 : Natale sul Nilo (it)
- 2003 : Natale in India (it)
- 2004 : Christmas in Love
- 2005 : Natale a Miami
- 2006 : Natale a New York
- 2007 : Natale in crociera
- 2008 : Natale a Rio (it)
- 2009 : Natale a Beverly Hills (it)
- 2010 : Natale in Sudafrica (it)
- 2011 : Amici miei - Come tutto ebbe inizio
- 2011 : Vacanze di Natale a Cortina (it)
- 2012 : Colpi di fulmine
- 2014 : Ma tu di che segno 6? (it)
- 2015 : Vacanze ai Caraibi (it)
- 2017 : Natale da chef (it)
- 2020 : In vacanza su Marte (it)
- 2023 : Volevo un figlio maschio (it)